# Beatrice Utondu
Beatrice Utondu (ur. 23 listopada 1969) – nigeryjska lekkoatletka, sprinterka i skoczkini w dal.

## Osiągnięcia
- liczne medale igrzysk afrykańskich w tym 3 w startach indywidualnych:
  - Nairobi 1987 – złoto w skoku w dal
  - Kair 1991 – 2 srebrne medale, w biegu na 100 metrów oraz w skoku w dal
- liczne medale mistrzostw Afryki w tym 3 w startach indywidualnych :
  - Lagos 1989 - srebro w skoku w dal
  - Durban 1993 - złoto na 100 metrów oraz srebro w skoku w dal
- srebro Igrzysk Wspólnoty Narodów (skok w dal Auckland 1990)
- brązowy medal igrzysk olimpijskich (sztafeta 4 × 100 m Barcelona 1992)
- brązowy medal Uniwersjady (bieg na 100 m Buffalo 1993)